# Dee Alexander
Dee Alexander, właściwie Deleatrice Alexander (ur. 2 grudnia 1955 w Chicago) – amerykańska piosenkarka jazzowa reprezentująca styl jazzu chicagowskiego.

## Dzieciństwo
Deleatrice dorastała w zachodniej części Chicago. Jako dziecko uczyła się gry na fortepianie  oraz śpiewu u Shedelle Farriar, a następnie u Phila Cohrana oraz w AACM School of Music. Wczesnymi wzorami do naśladowania w śpiewie byli dla niej Eddie Jefferson, King Pleasure, Billie Holiday, a także Ella Fitzgerald i Sarah Vaughan, które wymienia jako swoje największe inspiracje muzyczne.

## Kariera muzyczna
Swoją karierę muzyczną rozpoczynała śpiewając wokale wspierające w różnych grupach muzycznych, a następnie występowała jako solistka w klubach chicagowskich, takich jak Green Mill oraz Velvet Lounge. Występowała między innymi w serii koncertów Home Cooked Jazz w Parku Milenijnym w Chicago, a w 2013 uczestniczyła w Newport Jazz Festival. 25 maja 2017 wystąpiła na festiwalu Made in Chicago w Poznaniu wraz z Grażyną Auguścik, a 6 marca 2020 wzięła udział w projekcie Alexander/McLean wraz z Johnem McLeanem podczas Chi Town Jazz Festival. Wcześniej występowała także z The Metropolitan Jazz Octet.
Jest założycielką i główną wokalistką zespołów Dee Alexander Quartet i Evolution Ensemble.
Jest członkiem Association for the Advancement of Creative Musicians, a także gospodarzem audycji radiowej Sunday Jazz z Dee Alexander nadawanych w WDCB i WFMT.

## Nagrody
W 2007 otrzymała tytuł Chicagoan of the Year in Jazz, a w 2008 wygrała nagrodę Chicago Jazz Entertainer podczas plebiscytu Chicago Music Awards.

## Życie prywatne
Od 1990 jest pracownikiem administracyjnym Uniwersytetu Illinois w Chicago, początkowo pracując w College of Pharmacy (między innymi z prof. Normanem Farnsworthem), a następnie w Biurze Zastępcy Kanclerza ds. Badań.

## Dyskografia
- Live at the Hothouse (2004)
- Wondrous Fascination (2007)
- Wild Is the Wind (2009)
- Sketches of Light (2012)
- Songs My Mother Loves (2015)